# Werelderfgoed in Suriname
Tot het UNESCO-werelderfgoed in Suriname behoren drie werelderfgoederen. Het eerste werd in 2000 ingeschreven.

## Werelderfgoederen
Deze lijst toont de werelderfgoederen in Suriname in chronologische volgorde (C – Cultuurerfgoed; N – Natuurerfgoed).
| Naam                                                       | Jaar | Soort | Beschrijving | Afbeelding |
| ---------------------------------------------------------- | ---- | ----- | ------------ | ---------- |
| Centraal Suriname Natuurreservaat                          | 2000 | N     |              |            |
| Historische binnenstad van Paramaribo                      | 2002 | C     |              |            |
| De nederzetting Jodensavanne en de begraafplaats Cassipora | 2023 | C     |              |            |